# Земская почта Александрийского уезда
Зе́мская по́чта Александри́йского уе́зда — земская почта, организованная земской управой Александрийского уезда Херсонской губернии. Существовала с 1870 года. В уезде выпускались собственные земские марки.

## История почты
Александрийская уездная земская почта была открыта 1 января 1870 года. Пересылка почтовых отправлений осуществлялась из уездного центра (города Александрии) в волостные правления уезда один раз в неделю.
Для оплаты доставки частных почтовых отправлений были введены земские почтовые марки.
Александрийская уездная земская почта была закрыта в 1906 году.

## Выпуски марок
Первые уездные земские марки были круглой формы.